# چکالوفسکویه (باشقیرستان)
چکالوفسکویه (انگلیسی: Chkalovskoye, Republic of Bashkortostan) یک شهرک در شهرستان ایگلینسکی استان باشقیرستان کشور روسیه است.